# 敘利亞軍事委員會
敘利亞軍事委員會（羅馬化：Mawtbo Fulhoyo Suryoyo，缩写为）是一支敘利亞亚述人的軍事組織。於2013年1月1日宣布成立，目標為挺身爭取亞述人的民族權力，以及保護居住在敘利亞的亞述人。 主要在亞述人口密度較高的哈塞克省作戰
2013年12月16日，敘利亞軍事委員會宣稱建立了一所新的軍校，名為「阿布加烈士」（Martyr Abgar）。12月24日，MFS公佈了一系列照片以證明他們控制了卡塔尼亞(Qahtaniyah)以南8公里的小鎮革祖卡(Ghardukah)。 小鎮的教會先前已經完全被努斯拉陣線摧毀，直到10月中人民保护部队（YPG）和MFS發動攻擊將他們驅逐出去。 2014年1月8日，MFS宣稱他們加入了YPG的隊伍。

## 布拉克遺址和泰勒哈米斯行動
從2013年12月26日在泰勒哈米斯(Tel Hamis)區域開始，MFS是以YPG為首的聯盟的一部分, 共同對抗努斯拉陣線和伊斯兰国 (ISIL)。 但YPG和MFS並沒能守住布拉克遺址(Tell Brak)，到隔年1月初攻勢取消為止，也沒有攻下泰勒哈米斯。直到2月23日一次拂曉夜襲，YPG和MFS成功從當地阿拉伯部落手中攻下布拉克遺址。

## 六月反攻（敘利亞 - 伊拉克邊境）
MFS隨著YPG參與了沿著敘利亞伊拉克邊境的進攻，試圖逐出伊斯蘭國的勢力。伊斯蘭國在2014年伊拉克北部內戰中控制了摩蘇爾和尼尼微省大部分地區。這次行動在邊境的敘利亞側成功控制了提爾可卡(Til-Koçar)，在邊境的伊拉克側成功控制了拉比耶(Rabia)。

## 八月反攻（尼尼微和辛賈爾）
MFS隨著YPG和其他同盟參加了在尼尼微省辛賈爾區的攻勢，以防止少數民族遭受伊斯蘭國攻擊。

## 哈布爾谷行動
伊斯蘭國在2015年2月末發起一連串針對哈塞克省東北的哈布爾河谷(Khabur river valley)內基督徒村莊的攻擊，並意圖奪取YPG和MFS所控制的戰略重鎮泰爾坦默(Tel Tamer)。2015年3月初，伊斯蘭國與MFS和YPG的部隊在特爾納斯里(Tel Nasri)和泰爾瑪斯(Tel Mghas)地區的村莊爆發激烈衝突。2015年3月15日，MFS宣稱已經收復了泰爾瑪斯。